# Mittelalterliche Klimaanomalie

Der rekonstruierte globale Temperaturverlauf der letzten zweitausend Jahre liefert keine Belege für eine weltweit gleichzeitige, mehrere Jahrzehnte anhaltende mittelalterliche Warmzeit

Die mittelalterliche Klimaanomalie (englisch Medieval Climate Anomaly, kurz MCA), speziell in Bezug auf Temperaturen auch die mittelalterliche Warmzeit (englisch Medieval Warm Period, kurz MWP) oder auch das mittelalterliche Klimaoptimum, war ein Intervall vergleichsweise warmen Klimas und anderer Klimaabweichungen, wie umfassender kontinentaler Dürren. Eine mittelalterliche Warmzeit lässt sich regional und zeitlich nur unscharf feststellen. Den meisten Rekonstruktionen zufolge dürfte sie nach 900 begonnen und vor 1400 geendet haben. Der wärmste Zeitraum auf der Nordhalbkugel lag demnach zwischen 950 und 1250.
Die Wärmeperioden des Mittelalters waren zeitlich und regional uneinheitlich, anders als die seit dem 20. Jahrhundert weltweit gleichzeitig voranschreitende Erwärmung. Die mittleren Temperaturen der letzten dreißig Jahre sind inzwischen wahrscheinlich höher als die aller gleich langen Zeiträume im Mittelalter. Auch steigen sie wahrscheinlich schneller als in den letzten mindestens 2000 Jahren.

## Entwicklung des Forschungsgebietes

### Hinweise und erste systematische Arbeiten für den Nordatlantikraum

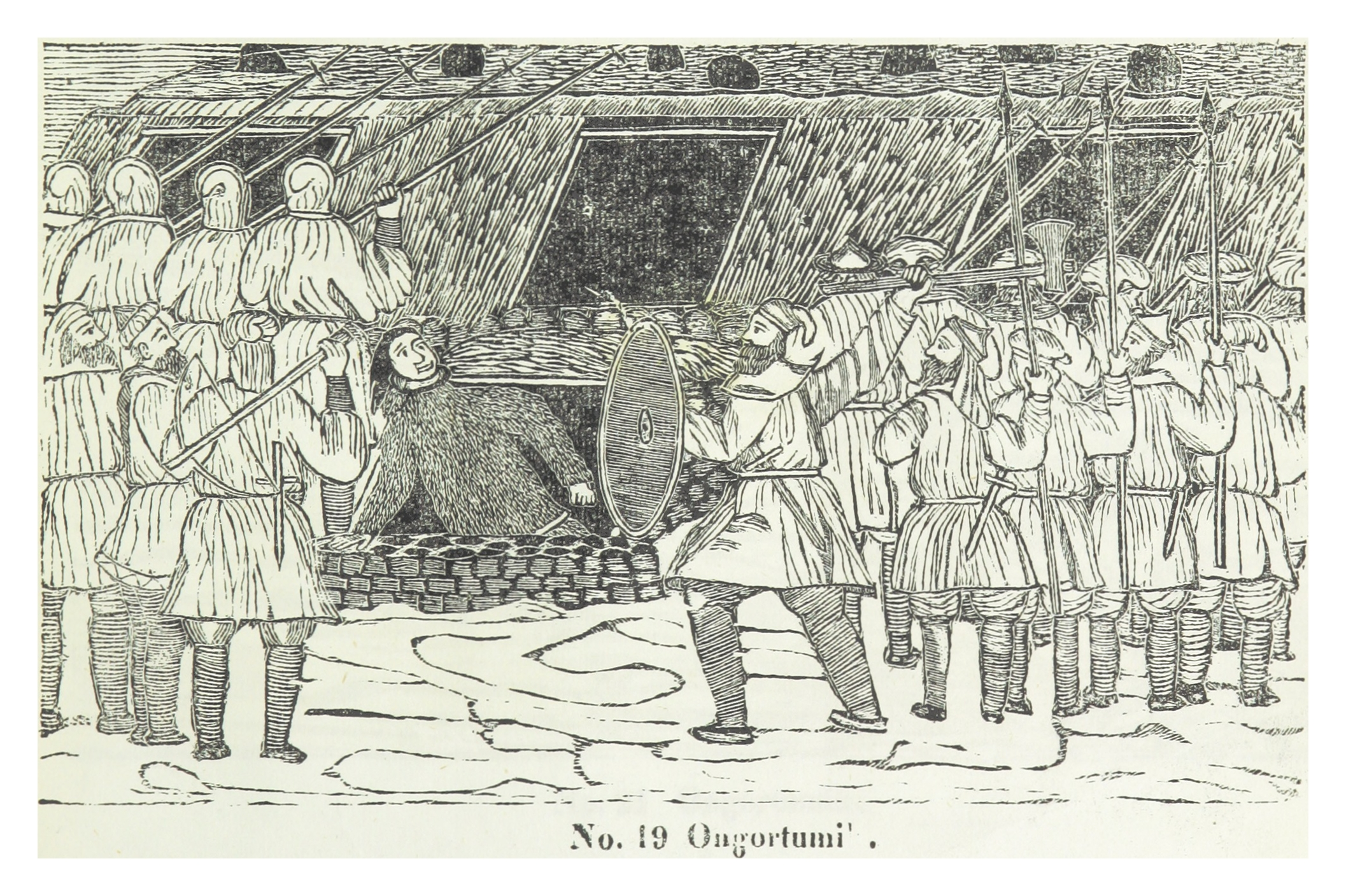
Grænlendingar im Kampf mit Inuit: Seit dem 18. Jahrhundert wird die Bedeutung des Klimas für die skandinavischen Grönlandsiedlungen im Verhältnis zu anderen Einflüssen diskutiert.

Schon seit dem 18. Jahrhundert diskutierte man anhand anekdotischer Hinweise, ob im Mittelalter vorübergehend höhere Temperaturen in verschiedenen Regionen des Nordatlantikraums geherrscht haben könnten. Der dänische Missionar Hans Poulsen Egede, der 1721 in Grönland vergeblich nach bewohnten mittelalterlichen Wikingersiedlungen suchte, von denen man seit 200 Jahren nichts gehört hatte, zog das Klima als eine mögliche Ursache ihres Verschwindens in Betracht:

“Were they destroyed by an invasion of the natives … [or] perished by the inclemency of the climate, and the sterility of the soil?”

„Wurden sie durch einen Einfall der Eingeborenen vernichtet … [oder] gingen sie durch die Unbarmherzigkeit des Klimas und Unfruchtbarkeit des Bodens zugrunde?“

Der schwedische Diplomat Fredrik von Ehrenheim erklärte 1824 das Ende der Wikingersiedlungen mit einer Abkühlung von einem Höhepunkt im 11. Jahrhundert zu einem Tiefpunkt im 15. Jahrhundert. Bernhard Studer, 1847, François Arago, 1858, und andere deuteten das Ende der grönländischen Siedlungen im 15. Jahrhundert als Beweis für ein Kälterwerden einer vorher wärmeren Region, während Conrad Maurer diese Ansicht verwarf und den Grund im Vordringen von Inuit sah. Poul Nørlund, der in Herjólfsnes im Südwesten Grönlands Gräber der Grænlendingar untersuchte, fand in Totenhemden unter dem Permafrost reichlich Pflanzenwurzeln und schloss daraus, dass die Sommertemperaturen zeitweilig den Boden aufgetaut hatten und dort daher höher gewesen waren als um 1921. Änderungen von Baumgrenzen wurden teils als Indiz für Klimaänderungen gedeutet, teils als durch menschliche Eingriffe verursacht. Eduard Brückner wies 1895 darauf hin, dass früherer Weinanbau in Gegenden wie in Norddeutschland, wo um 1900 herum keiner mehr erfolgte, nicht nur durch klimatische, sondern auch durch ökonomische Randbedingungen beeinflusst worden war: „Es war der teueren Fracht wegen vorteilhafter, Mißernten mit in Kauf zu nehmen, als von Süden her Wein zu importieren.“
Die systematische Erforschung einer etwaigen mittelalterlichen Klimaanomalie – besonders im europäischen Raum – war zunächst vor allem Feld der Historischen Klimatologie. Denn für das Europa des Mittelalters, lange vor dem Beginn instrumenteller Messungen, ließen sich aus historischen Dokumenten und archäologischen Funden Rückschlüsse auf klimatische Verhältnisse und ihre Folgen ziehen, schon bevor seit den 1990er-Jahren die Paläoklimatologie vermehrt hochqualitative Rekonstruktionen aus natürlichen Klimaarchiven bereitstellte. So gibt es für den Zeitraum ab etwa 1300 einigermaßen vollständige historische Berichte über Sommer- und Winterwitterung. Es waren die Pionierarbeiten auf diesem Feld, etwa des englischen Klimatologen Hubert Lamb oder des französischen Historikers Emmanuel Le Roy Ladurie, die erste umfassende Übersichten über höhere Temperaturen und soziale Zusammenhänge für den Nordatlantikraum und hier besonders Europa lieferten.

Nach akt. Forschungsstand gab es zu Beginn der mittelalterlichen Warmzeit weltweit weniger Gletschervorstöße als im 2. Jahrtausend, bis zum gegenwärtigen, ungewöhnlichen Rückgang.

Der Begriff mittelalterliche Warmzeit wurde denn auch in erster Linie durch die Arbeiten Lambs in den 1960er-Jahren geprägt und später von anderen Forschungsfeldern übernommen. Lamb bezeichnete damit eine Klimaerwärmung, die er regional mit bis zu 1 bis 2 °C angab und deren Höhepunkt er zwischen den Jahren 1000 und 1300 vermutete. Lamb fand Hinweise auf eine solche Erwärmung vor allem um den Nordatlantik, während es annähernd zeitgleich für den Nordpazifik Hinweise auf relativ niedrige Temperaturen gab. Als Ursache nahm er Verlagerungen des arktischen Polarwirbels an.
Gelegentlich wurde eine mittelalterliche Warmzeit auch anhand der Ausdehnung von Gletschern definiert. In dieser Sichtweise war die MWP durch einen damals vermuteten weiträumigen Gletscherrückgang zwischen ca. 900 und 1300 gekennzeichnet.

### Eine globale Wärmeanomalie?
Scott Stine veröffentlichte 1994 paläoklimatologische Analysen, denen zufolge es ab ca. 900 bis 1350 in der Sierra Nevada Kaliforniens und in Patagonien mehrere Jahrhunderte dauernde extreme Dürreperioden gegeben hatte. Stine vermutete, dass hydrologische Abweichungen im Mittelalter noch bedeutsamer als Temperaturabweichungen gewesen sein könnten. Um auch solche hydrologischen Anomalien einzuschließen, schlug er für das Zeitintervall den allgemeineren Begriff mittelalterliche Klimaanomalie vor.
Etwa zur gleichen Zeit kamen Hughes and Diaz (1994) in einer Übersichtsarbeit zu dem Ergebnis, dass noch keine klaren Belege für eine einheitliche hemisphärische oder globale Wärmeanomalie existierten. Zu diesem Zeitpunkt waren hochauflösende Proxydaten, die großräumig Aufschluss über den Temperaturverlauf vor 1500 hätten geben können, nur spärlich vorhanden. Solche Proxydaten gab es vermehrt erst ab Mitte der 1990er-Jahre auch für weitere Regionen, so dass bis 2011 für die mittleren und hohen Breiten zahlreiche Rekonstruktionen möglich wurden, während die Tropen und die Südhemisphäre nach wie vor nur von relativ wenigen Datenreihen abgedeckt sind. Der Weltklimarat kam in seiner Zusammenfassung des Forschungsstands im Jahr 2001 ebenfalls zu dem Ergebnis, dass es zu diesem Zeitpunkt keine klaren Belege für global gleichzeitige Perioden ungewöhnlicher Kälte oder Wärme gab.
Fragen nach Ursachen, Einzigartigkeit und potentiellen Folgen der gegenwärtigen globalen Erwärmung lenkten einige Aufmerksamkeit auf eine etwaige mittelalterliche Klimaanomalie als Vergleichsmaßstab. Die gesellschaftlichen Indizien und Folgen einer mittelalterlichen Wärmeanomalie im Nordatlantikraum wurden in populärwissenschaftlichen Darstellungen aufgegriffen. Mit dem Aufkommen der medialen und politischen Kontroverse um die globale Erwärmung argumentierten Klimawandelleugner, vor allem anhand Lambs Darstellung der mittelalterlichen Warmzeit, dass die Temperaturen der letzten Dekaden noch innerhalb der natürlichen Schwankungsbreite des Klimas lägen und daher nicht als Beleg dafür gelten könnten, dass die beobachtete Erwärmung ein Ergebnis erhöhter Treibhausgaskonzentrationen sei. Die Existenz und das Ausmaß einer überregionalen mittelalterlichen Warmzeit wurden auch in der Wissenschaft zu Beginn des 21. Jahrhunderts kontrovers diskutiert.

### Begriff und Forschung seit 2010

Uneinheitliche Verwendung des Begriffs „mittelalterliche Warmzeit“ (rote Balken)

Weitere Rekonstruktionen, zum Beispiel aus dem Pages 2k-Projekt, mit einer zunehmend besseren regionalen Abdeckung erlauben mittlerweile eine klarere Einordnung zumindest der nordhemisphärischen Temperaturen. Im Jahr 2013 kam der fünfte Sachstandsbericht des Weltklimarats zu dem Schluss, dass es regional und zeitlich uneinheitliche mittelalterliche Klimaanomalien gab, die in einigen Regionen so warm gewesen sein könnten wie zu Zeiten des 20. Jahrhunderts. In den letzten dreißig Jahren aber waren die gemittelten Temperaturen wahrscheinlich höher als in allen gleich langen Zeiträumen im Mittelalter.
Die Begriffsverwendung „mittelalterliche Warmzeit“ oder „mittelalterliche Klimaanomalie“ ist inkonsistent. Der amerikanische Klimaforscher Raymond S. Bradley sah hier eine Art Bestätigungseffekt am Werk. Viele Arbeiten greifen auf den Begriff auch dann zurück, wenn „ihre“ untersuchte Klimaabweichung deutlich außerhalb des Zeitfensters der Jahre 950 bis 1250 liegt und Zeiträume in der gesamten Epoche des Mittelalters zwischen 500 und 1500 mit umfasst. Solche als mittelalterliche Warmzeit bezeichnete Episoden umfassen dann gelegentlich auch Zeiträume, die in anderen Arbeiten schon zu der später folgenden Kleinen Eiszeit gerechnet werden oder zu vorhergehenden, oft als wechselhaftere oder kühler charakterisierten Episoden des frühen Mittelalters (→ Pessimum der Völkerwanderungszeit).
Rudolf Brázdil u. a. warnten 2005 vor der Verwendung des Begriffs Mittelalterliche Warmzeit in Vergleichen klimatischer Bedingungen mit geschichtlichen und gesellschaftlichen Entwicklungen. Die Bezeichnung sei nicht sehr hilfreich, weil sie Komplexität überdecke und zu voreiligen Schlüssen verleite. Auch der Begriff mittelalterliches Optimum kann leicht fehlinterpretiert werden, denn es handelt sich dabei um eine wertfreie Konvention in der Systematik der Klimaschwankungen und nicht um ein positives Werturteil.  Der Begriff mittelalterliche Klimaanomalie für die verschiedenen Klimaabweichungen ist in der Wissenschaft mittlerweile der gebräuchlichste.

## Klimatische Verhältnisse

### Temperaturen

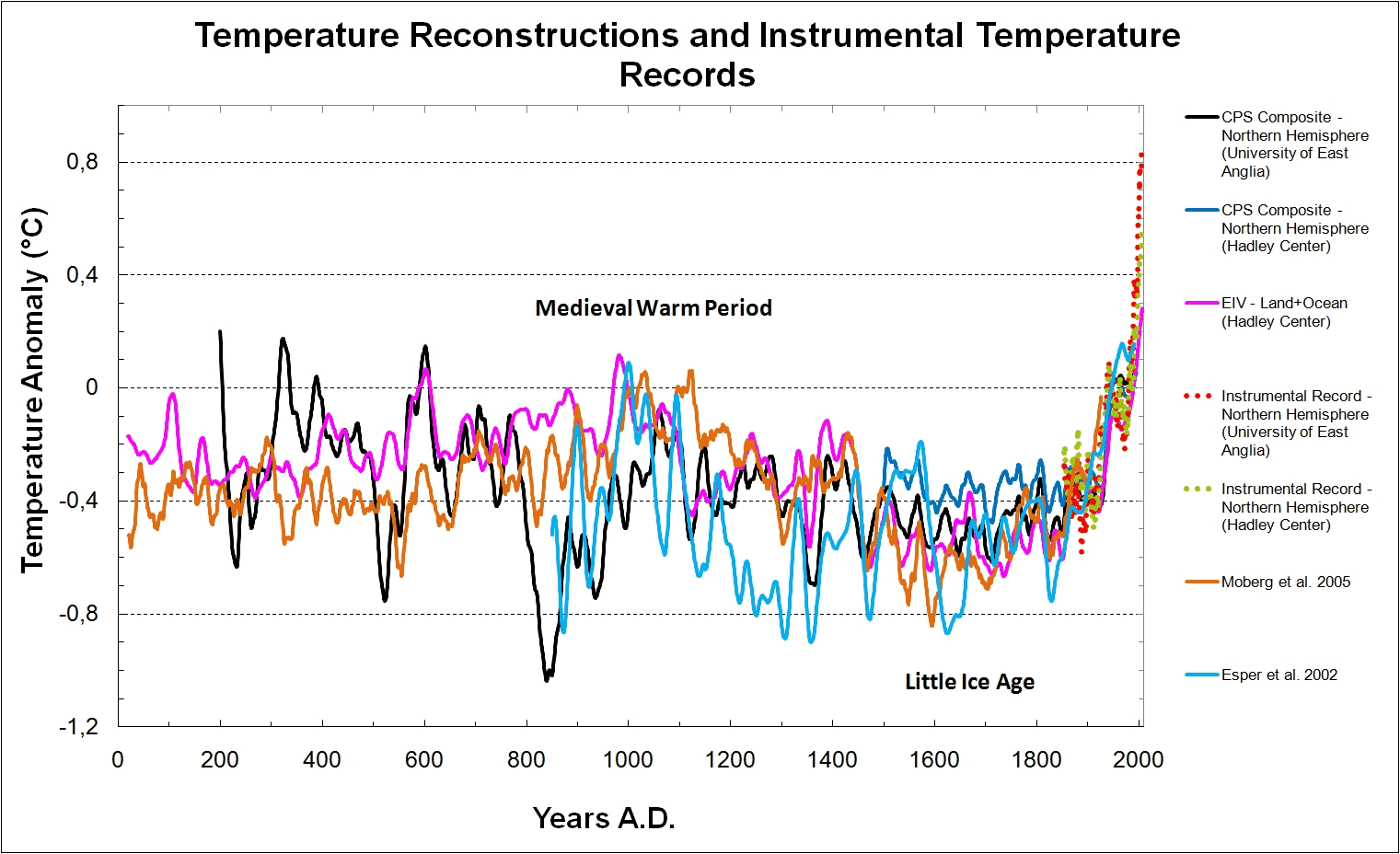
Globaler und hemisphärischer Temperaturverlauf der letzten 2000 Jahre in verschiedenen Rekonstruktionen, im Vergleich dazu gemessene Temperaturen bis einschließlich 2004

Insgesamt zeigen die Auswertungen global einen langfristigen leichten Abkühlungstrend über die letzten etwa 5000 Jahre bis in das 19. Jahrhundert, der im Mittelalter regional unterschiedlich durch wärmere Intervalle unterbrochen wurde. Eine global gleichzeitige, klar abgrenzbare mittelalterliche Warmzeit ist nicht erkennbar. Erst in den letzten ca. zweihundert Jahren wurde der leichte Abkühlungstrend des späten Holozän durch eine mittlerweile global synchrone, ungewöhnlich starke Erwärmung beendet. Die gemittelten nordhemisphärischen Lufttemperaturen der letzten drei Dekaden sind wahrscheinlich höher als die gleich langer Zeiträume im Mittelalter. Auch auf der Südhalbkugel liegt das wärmste Jahrzehnt mindestens der letzten 1000 Jahre wahrscheinlich im ausgehenden 20. und beginnenden 21. Jahrhundert.

Temperaturanomalien der letzten zweitausend Jahre, nach Kontinent

Während der mittelalterlichen Klimaanomalie war es in weiten Teilen der mittleren und hohen Breiten der Nordhalbkugel wärmer als während der folgenden kleinen Eiszeit. Darauf deutet eine große Mehrheit der paläoklimatologischen Befunde hin. Einige Regionen könnten, betrachtet über Zeiträume von 100 Jahren, sogar so warm gewesen sein wie im vergangenen 20. Jahrhundert.
Für West- und Mitteleuropa deuten Rekonstruktionen von Christian Pfister und Heinz Wanner mit Methoden der Historischen Klimatologie darauf hin, dass die Winter seit CE 1000 durchwegs kälter waren als im 20. Jahrhundert. Die Sommer waren im 12. Jahrhundert eher kalt. Andererseits war diese Jahreszeit in der Periode 1170 bis 1300 so warm wie im 20. Jahrhundert, worauf auch die Verbreitung von mediterranen Kulturpflanzen wie Feigen und Oliven nördlich der Alpen hindeutet.
Für die Südhalbkugel sind die Daten spärlicher. Eine Auswertung von 511 Zeitreihen aus Baumringen, Pollen, Korallen, See- und Meeressedimenten, Gletschereis, Speläothemen und historischen Dokumenten zeigt für den Zeitraum 830–1100 ein wärmeres Intervall in Europa, Nordamerika, Asien und der Arktis. In Südamerika und Australasien gab es später, von 1160 bis 1370, ein wärmeres Intervall.
Teile der Tropen könnten vergleichsweise kühl gewesen sein, eine Datenreihe aus flachen Gewässern der Ostantarktis zeigt kein klares Signal einer mittelalterlichen Warmzeit. Im südlichen Südamerika gab es einer Rekonstruktion zufolge über mehrere Jahrzehnte im 13. und frühen 14. Jahrhundert Sommertemperaturen, die an die im späten 20. Jahrhundert herangereicht haben könnten. Datenreihen aus Afrika zeichnen ein uneinheitliches Bild. Insgesamt gab es um das Jahr 1000 ein stärkeres Wärmesignal in einigen Gegenden Südafrikas, während für Namibia, Äthiopien und Tansania erst später, ab 1100, eine deutlichere Erwärmung erkennbar ist. Eine Synthese von 111 Zeitreihen bestätigte für die gesamte südliche Hemisphäre, ausgehend von durchschnittlichen Temperaturen zwischen 1000 und 1200, ein wärmeres Intervall zwischen 1200 und 1350, den anschließenden Abkühlungstrend und die gegenwärtige globale Erwärmung.
Im Nordatlanktikraum waren die Meeresoberflächentemperaturen vergleichsweise hoch. Eine Synthese von 57 Rekonstruktionen der Meeresoberflächentemperaturen über die letzten zweitausend Jahre fand jedoch keine globale mittelalterliche Klimaanomalie.

### Hydrosphäre

Änderungen des Meeresspiegels in den letzten 2000 Jahren

Neben regionalen Temperaturanomalien traten weiträumige hydrologische Anomalien auf.
Südeuropa war im Zeitraum 1000–1200 im Vergleich zu den mittleren Verhältnissen des 20. Jahrhunderts trocken, Südskandinavien und das nördliche Mitteleuropa deutlich trockener. Nordwesteuropa, der Balkan und die westliche Levante wiesen eher feuchte Verhältnisse auf. Es gibt Hinweise, dass im Vergleich zum Zeitraum der kleinen Eiszeit weniger Dürren im Einflussbereich des ostasiatischen Monsun auftraten.
In Teilen Nordamerikas gab es heftige und lange Megadürren.
In Afrika deuten historische Quellen für die Sahelzone auf feuchtere Bedingungen hin, südlich der Sahel scheint es hingegen relativ trocken gewesen zu sein. Im westlichen Kongobecken zeigen die verfügbaren Daten kein klares Signal. Im Osten, von Äthiopien bis Malawi war es trocken; der Nil wies ab 900 einen sehr starken Anstieg von Jahren mit Niedrigwasser auf, ab ca. 1150 kamen auch gehäuft Jahre mit Hochwasser hinzu. Im südlichen Afrika zeigen die meisten Rekonstruktionen insgesamt eher feuchte Bedingungen an.
Der Meeresspiegel schwankte in den letzten zweitausend Jahren um etwa ± 8 cm. Er stieg bis etwa zum Jahr 700 an, von 1000 bis 1400 sank er etwas, einhergehend mit einer globalen Abkühlung von ca. 0,2 °C über diesen Zeitraum. Erst im 19. Jahrhundert begann der Meeresspiegel wieder zu steigen, wobei der Anstieg deutlich schneller verläuft als während des Mittelalters.

### Kryosphäre

Rekonstruierte arktische spätsommerliche Meereisausdehnung seit 560 (rote Linie) und beobachtete Werte seit 1870 (blaue Linie, geglättet); aktuelle ungeglättete Werte liegen bei 3,5 bis 5 Mio. km²

Die arktische Meereisausdehnung war, so legen es Rekonstruktionen nahe, vor 1200 geringer als während der kleinen Eiszeit. Das Minimum vor Beginn der Industrialisierung fiel jedoch in den Zeitraum um das Jahr 640, deutlich vor dem meist angenommenen Kernzeitraum einer mittelalterlichen Warmzeit.
Betrachtet über Jahrtausende wiesen die meisten Gletscher eine Entwicklung auf, die im Einklang mit langfristigen, allmählichen Änderungen der Erdachse standen (Milanković-Zyklen); in weiten Teilen der Nordhemisphäre entsprach dies einem langsamen Vorrücken. Über den Zeitraum einzelner Jahrhunderte oder Jahrzehnte lassen sich nur für einzelne Regionen sichere Aussagen über vergangene, gleichzeitige Gletscheränderungen treffen. Ab ca. 900 kam beispielsweise das Vorrücken von Gletschern in Alaska vorübergehend zum Stillstand, auch einige Gletscher in den Westalpen wiesen ab ca. 760 bis in das 12. Jahrhundert hinein weniger Aktivität auf. Ein einheitlicher Gletscherrückgang im Zeitraum einer mittelalterlichen Klimaanomalie ist jedoch nicht erkennbar. Im Untersuchungszeitraum zwischen 1050 und 1150 wuchsen in vielen Hochgebirgsregionen der Welt, wie den Alpengebieten, Kanada, Patagonien, Alaska u. a., die Gletscher oder es ist, zum Beispiel für den Raum der Baffin-Bucht oder Südostgrönland, kein Unterschied zur kleinen Eiszeit zu erkennen. Erst in den letzten Jahrzehnten ist ein globaler nahezu gleichzeitig stattfindender Gletscherrückgang zu verzeichnen, der für den Zeitraum des Holozän sehr ungewöhnlich ist und rapide voranschreitet.

## Ursachen
Änderungen ozeanisch-atmosphärischer Zirkulationssysteme haben wahrscheinlich eine wichtige Rolle im uneinheitlichen Auftreten mittelalterlicher Klimaanomalien gespielt. Menschliche Einflüsse durch Störungen der Atmosphäre oder Landnutzung waren – in globalem Maßstab – kaum von Bedeutung. Die Abwesenheit wesentlicher Änderungen der primären Klimafaktoren Treibhausgaskonzentration, Sonnenaktivität und vulkanische Aktivität im Zeitraum 725 bis 1025 veranlasste Bradley, Wanner und Diaz (2016) von einer mittelalterlichen Ruhezeit zu sprechen, während der sich das Klima nahezu in einem Gleichgewichtszustand befunden haben könnte.

### Interne Variabilität
Das regional und zeitlich uneinheitliche Auftreten der Klimaanomalien deutet auf eine wesentliche Rolle interner Variabilität des Klimasystems, also Änderungen der atmosphärischen Zirkulation oder Meeresströmungen.

Zum Ausgang des 12. Jahrhunderts bis vor 1400 gab es häufiger positive Phasen der Nordatlantischen Oszillation.

Einige Arbeiten stützen die These, dass Änderungen ozeanisch-atmosphärischer Zirkulationssysteme, etwa ein häufigeres oder intensiveres Auftreten von La-Niña-ähnlichen Ereignissen, eine Rolle spielten. Diese These deckt sich mit Rekonstruktionen eines relativ kühlen tropischen Pazifiks. Wärmere Temperaturen der Meeresoberfläche im Nordatlantik könnten, im Einklang mit positiven Phasen der Nordatlantischen Oszillation (NAO), das relativ warme Klima im Nord- und Westeuropa und Dürren in Teilen der Welt erklären. Positive Phasen der NAO korrelieren in der Regel mit kälterem Klima in Grönland. Neuere Untersuchungen auf Basis von deutlich mehr Datenreihen deuten darauf hin, dass es erst ca. 1150–1400 zu deutlich häufigeren positiven Phasen der NAO kam.
Die Hypothese vom „wackelnden ozeanischen Förderband“ (engl. wobbly ocean conveyor hypothesis) verweist auf periodische Schwankungen (ca. 1000 – 2000 Jahre) des Nordatlantikstroms als Ursache. Durch Verdunstung von 0,25 × 106 m³/s Wasser, welches in den Pazifik verfrachtet wird, steigt der Salzgehalt des Atlantiks an. Die Zirkulation des globalen Förderbandes soll ca. alle 1500 Jahre stark ansteigen, um den Salzgehalt auszugleichen. Dies sei mit Temperaturschwankungen des Meerwassers in der Größenordnung von 4 bis 5 K verbunden, wodurch sich auch die Temperaturen an Land ändern könnten. Positive Phasen der Atlantische Multidekaden-Oszillation können zu den Dürren der Zeit beigetragen haben. Warum sich Zirkulationssysteme während einer mittelalterlichen Warmzeit anhaltend geändert haben könnten, ist ungeklärt.

### Vulkanismus

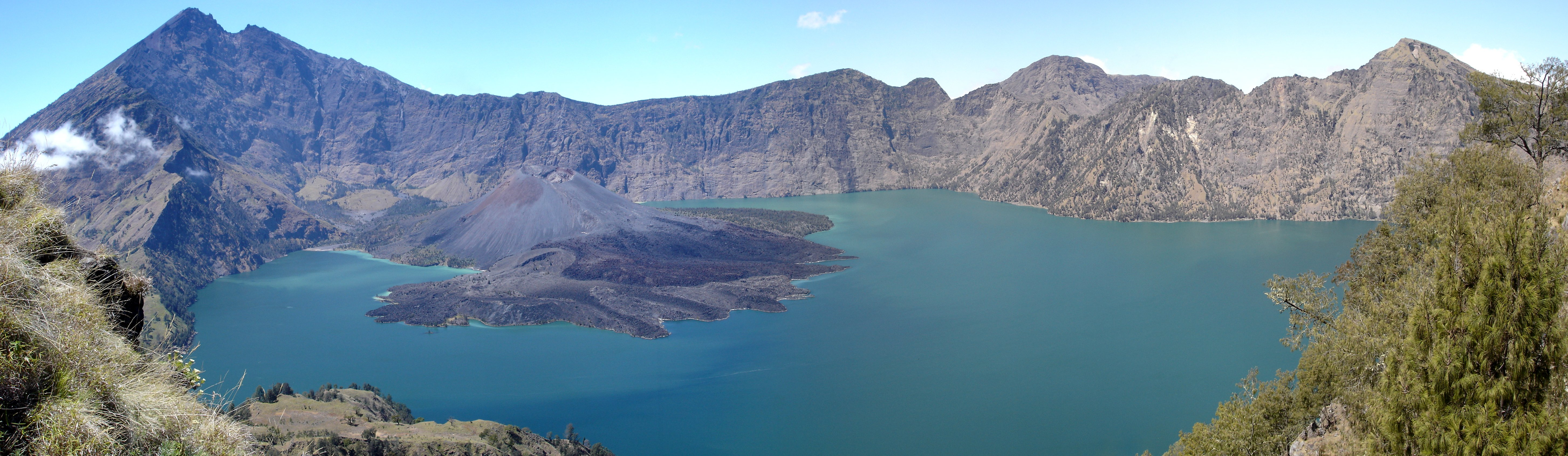
Caldera der Samalas-Eruption im Jahr 1257

Vom 8. bis zum 11. Jahrhundert gab es ungewöhnlich wenig starke Vulkanausbrüche. Gelangen bei Vulkanausbrüchen Gase und Asche in die Stratosphäre, kann dies zur Bildung von Aerosolen, einer verminderten Sonneneinstrahlung und damit einhergehenden Abkühlung führen. Eruptionen in den Tropen können einen globalen Effekt haben, während bei Ausbrüchen in höheren Breiten die ausgeworfenen Partikel weniger weiträumig verteilt werden und der Effekt eher regional ist. Zwischen 682 und 1108 sind keine starken Eruptionen in den Tropen erkennbar und nur eine in höheren Breiten, um das Jahr 939 in Island, die nur einen begrenzten Effekt auf die globalen Temperaturen gehabt haben kann. Erst mit großen Ausbrüchen 1108, 1171, 1230 und 1257 (Ausbruch des Samalas) in Äquatornähe endete die Phase geringer vulkanischer Aktivität. Der fehlende vulkanische Einfluss auf das Klima könnte zu relativ hohen Temperaturen im Zeitraum bis in das 12. Jahrhundert beigetragen haben.

### Sonnenaktivität

Rekonstruierte Sonnenaktivität der letzten 2000 Jahre

Die Strahlungsintensität der Sonne scheint zwischen ca. 725 und 1025 nur wenig geschwankt zu haben, sie entsprach in etwa dem langjährigen Durchschnitt. Nach einem Minimum der Sonnenaktivität im 11. Jahrhundert, dem Oortminimum, stieg sie wieder auf das vorige Niveau an. Die solare Aktivität von etwa 1150 bis 1300 wurde gelegentlich als mittelalterliches Maximum bezeichnet. Eine über längere Zeiträume unterdurchschnittliche solare Aktivität ist mit dem ausgehenden 13. Jahrhundert, beginnend mit dem Wolfminimum, zu beobachten. Auch wenn der direkte Einfluss der Sonne über die Intensität ihrer Strahlung im vergangenen Jahrtausend wahrscheinlich relativ gering war, könnte sie indirekt, zum Beispiel über ihren Einfluss auf die Ozonschicht, größere regionale Bedeutung gehabt haben.

## Gesellschaftliche Folgen
Seitdem mittelalterliche Klimaanomalien untersucht werden, stellte sich auch die Frage nach ihrem Einfluss auf Gesellschaften. Viele Arbeiten identifizierten zeitliche Parallelen zwischen klimatischen Anomalien und gesellschaftlichen Entwicklungen und versuchten, kausale Zusammenhänge herzuleiten, häufig über den Einfluss des Klimas auf die für die meisten mittelalterlichen Gesellschaften besonders wichtigen landwirtschaftlichen Erträge.
Bisweilen wurden die mittelalterlichen Klimaverhältnisse mit Blick auf ein als Blütezeit betrachtetes europäisches Hochmittelalter als „Klimagunst“ gewertet. Der kanadische Umwelthistoriker Richard Hoffmann warnt vor einer allzu simplen Darstellung mittelalterlicher Zivilisation als eine, die durch harsche Umweltbedingungen in der Spätantike hervorgebracht, während günstiger Klimabedingungen aufgeblüht und mit Beginn der kleinen Eiszeit zusammengebrochen sei. Dies habe einen Beigeschmack von Umweltdeterminismus. Eine eurozentrische Perspektive kann zu einer verzerrenden Wertung des mittelalterlichen Klimas führen. Im tropischen Südchina gab es eine ausgeprägte, in Nordamerika sogar extreme Dürrezeit. Die Dürren jener Zeit gingen mit Agrarkrisen, Hungersnöten, Konflikten und gesellschaftlichen Krisen einher. Detaillierte Analysen, wie Klimaschwankungen in Abgrenzung von und im Zusammenspiel mit anderen Faktoren zu gesellschaftlichen Entwicklungen geführt haben könnten, sind – trotz zunehmend hoch aufgelöster Niederschlags- und Temperaturrekonstruktionen – nach wie vor schwierig und rar.

### Europa
In der Zeitspanne, in der die mittelalterliche Warmperiode verortet wurde, kam es in Europa zu einer regelrechten Bevölkerungsexplosion. Diese wird unter anderem auf eine günstige Klimaentwicklung zurückgeführt. Auch infolge des wärmeren Klimas in Europa kam es zu einer Expansion der Agrarwirtschaft, der Getreideanbau war nun sowohl in wesentlich nördlicheren als auch in höher gelegenen Gebieten möglich. So wurde Getreidewirtschaft bis nach Norwegen und in den Bergen Schottlands nachgewiesen, die in der nachfolgenden Kleinen Eiszeit und der damit verbundenen Abkühlung des Klimas wieder eingestellt wurde. Die Vorratsschädlinge Kornkäfer und Getreideplattkäfer und auch der Menschenfloh wurden zwischen dem 9. und 15. Jahrhundert deutlich häufiger in West- und Nordeuropa nachgewiesen, wärmere und feuchte Witterung könnte ihr Vorkommen mit begünstigt haben.
Die Klimabedingungen waren allerdings nicht die alleinigen Gründe für den rasanten Anstieg der Bevölkerung und der damit verbundenen Expansion mit ihrem Landesausbau. Wilhelm Abel nennt den agrikulturellen Fortschritt sowohl bei der Nutzung technischer Geräte, wie z. B. dem Kummet für Zugpferde, als auch bei der Bodennutzung sowie der Diversifizierung von Getreide. Dieses Zusammenspiel machte es möglich, eine rasch wachsende Bevölkerung mit Nahrung zu versorgen. So wird angenommen, dass sich die Bevölkerung in Europa zwischen 1100 und 1400 fast verdreifachte. In der Folge kam es zu einer Wechselwirkung zwischen Bevölkerungswachstum und der Gewinnung von neuem Ackerland. Die Bevölkerung begann mit einem Ausbau des Siedlungsgebietes, bei dem riesige Waldflächen zu Ackerland verwandelt wurden (z. B. im Zug der Deutschen Ostsiedlung). Zahlreiche Städte entstanden als neue Zentren des Handels und des Gewerbes, die sich die Arbeit mit den agrarischen Gebieten teilten.

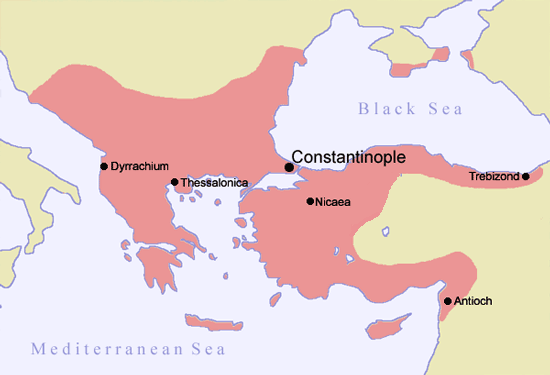
Trotz wechselhafteren Klimas kam es im 12. Jahrhundert zu einer Ausdehnung und einem Aufschwung des Byzantinischen Reiches.

Für den Südosten Europas und Kleinasien, die Entwicklung des landwirtschaftlich geprägten Byzantinischen Reich, kommt eine Übersichtsarbeit zu dem vorsichtigen Schluss, dass das Klima, neben vielen anderen Faktoren, eine Rolle gespielt haben könnte. Vom 9. bis zum 10. Jahrhundert begünstigte milde, feuchte Witterung Landwirtschaft und Bevölkerungswachstum. Die klimatischen Verhältnisse hielten auch im 11. Jahrhundert an, indessen geriet Byzanz in Anatolien unter Druck der Seldschuken und konnte seine Landwirtschaft dort nicht mehr ausweiten. Obwohl im 12. Jahrhundert das Klima wechselhafter wurde, teils wärmer, mit Trockenperioden im für die dortige Landwirtschaft besonders wichtigen Herbst- und Winterhalbjahr, kam es in Byzanz in der komnenischen Periode zu einer neuen Ausdehnung und gesellschaftlichen und ökonomischen Blüte, was von den Forschern als Zeichen für die Widerstandsfähigkeit der Gesellschaft gedeutet wurde. Kühlere Sommer und trockenere Winter zu Beginn des 13. Jahrhunderts wie auch der Ausbruch des Samalas 1257 (auf der indonesischen Insel Lombok) mit darauf folgenden kühlen Jahren könnten zur Instabilität und zum Ende des spätbyzantinischen Reiches beigetragen haben.

### Afrika
Von 930–1070 und 1180–1350 kam es infolge verminderter Niederschläge in Ostafrika zu einem starken Anstieg von Jahren, in denen der Nil deutlich weniger Wasser führte. Ab etwa 1150 traten auch gehäuft Jahre mit Hochwasser hinzu. Jahre mit Niedrigwasser führten zu Hungerkatastrophen von Ägypten bis zur Gegend um den Viktoriasee. Laut dem arabischen Historiker al-Maqrīzī (1364–1442) kam es in den Jahren 962–967 zu einer extremen Hungersnot mit Kannibalismus. Der arabische Gelehrte Abd al-Latif al-Baghdadi berichtete von Niedrigwasser um 1200 und einer nachfolgenden Hungersnot der Jahre 1200–1202, deren Zeuge er war und der ihm zufolge allein in Kairo über 100.000 Menschen zum Opfer fielen.

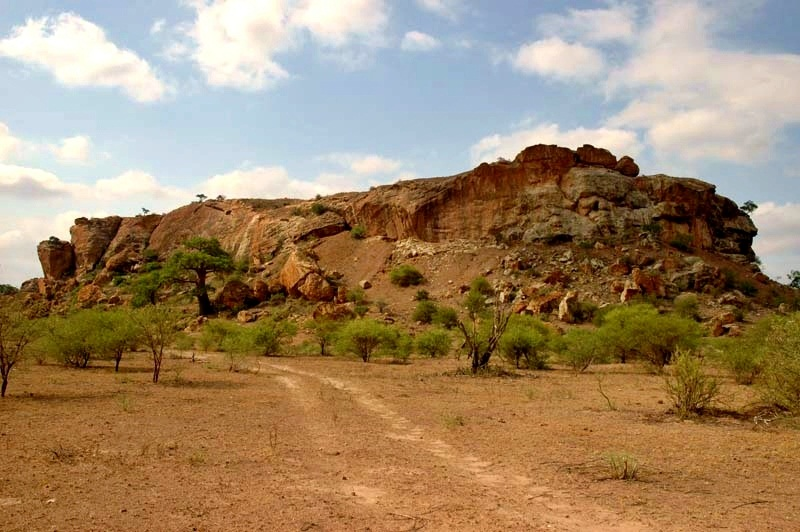
Der Hügel von Mapungubwe.

Am Lauf des Limpopo entwickelten sich um 1000 aus kleinen Häuptlingstümern erste komplexere Gesellschaften und urbane Zentren im südlichen Afrika. Feuchteres Klima in dieser semi-ariden Region könnte diese Entwicklung gefördert haben. Um 1220 verlagerte die Elite dieser Gesellschaft ihr politisches Zentrum in das nahe Mapungubwe. In diesem Umzug könnten sich veränderte Weltanschauungen offenbaren: Die Führung des Staates bezog ihre Legitimität wahrscheinlich auch aus ihrer spirituellen Rolle, vom Hügel herab den knapper werdenden Regen herbeizubeschwören. Der südafrikanische Archäologe Thomas Huffman vertrat die These, ausbleibender Regen habe die Macht der Anführer geschwächt, zur Fragmentierung des Staates beigetragen und so auch dazu, dass der Staat um Mapungubwe hinter Groß-Simbabwe, das sich ab dem 11. Jahrhundert zu einer weiteren regionalen Großmacht entwickelt hatte, zurückfiel.

### Amerika

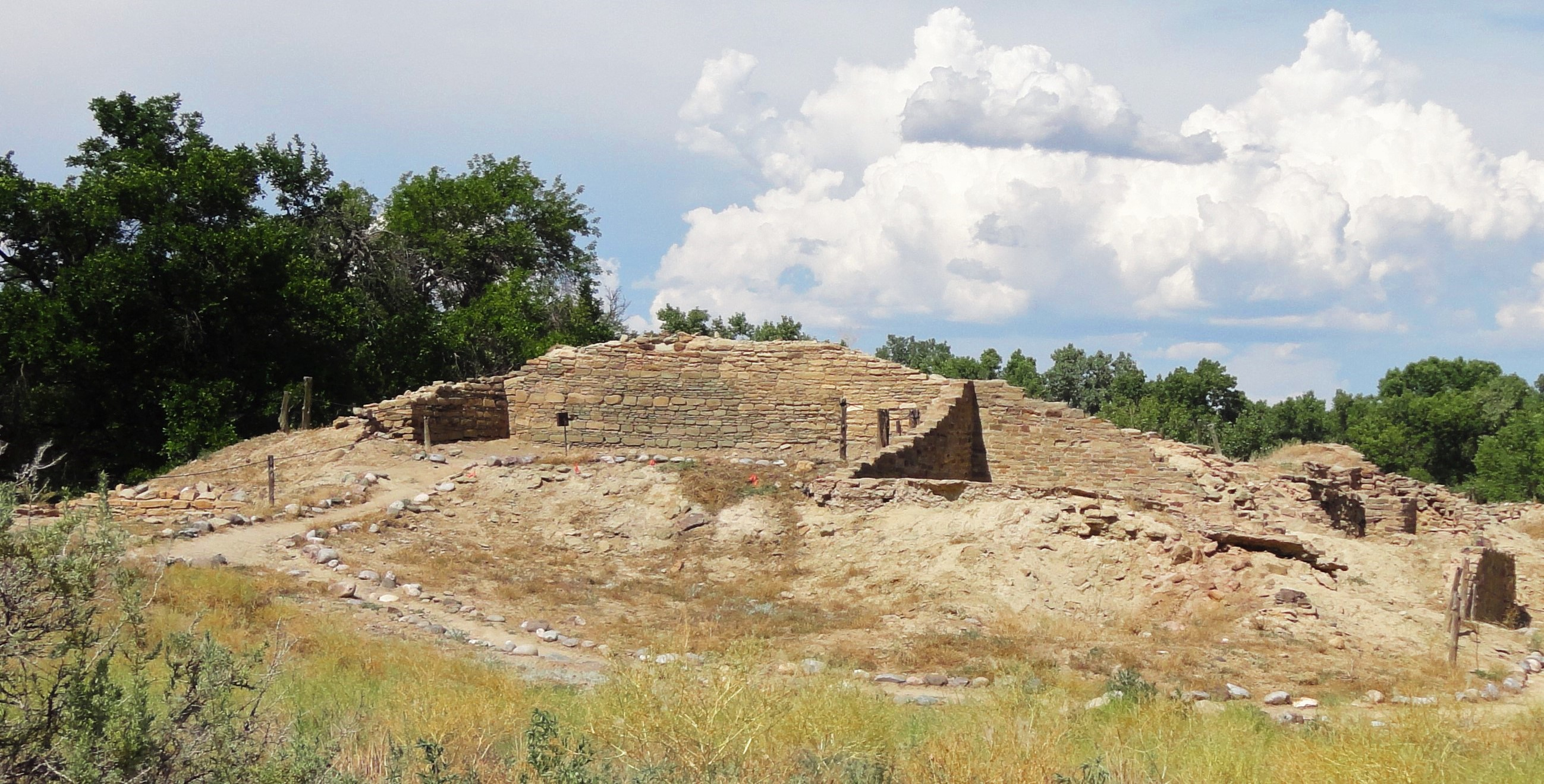
Das Salmon Great House, nahe Bloomfield, New Mexico: Ab 1068, möglicherweise nach dürrebedingter Migration, errichtet; nach zwei späteren Dürren, wie auch fast alle anderen Siedlungen der Region, aufgegeben.

Für den Südwesten der heutigen USA haben mehrere Arbeiten einen möglichen Zusammenhang zwischen außergewöhnlicher Wärme, Dürren und der Entwicklung indianischer Stämme und Kulturen untersucht. So wurden zum Beispiel Parallelen zwischen dem Niedergang der Chacoan-, Fremont-, Lovelock-Kulturen und drei ausgeprägten mittelalterlichen Dürren identifiziert.
Die Chacoan-Kultur auf dem Vierländereck der heutigen US-Bundesstaaten Utah, Colorado, New Mexico und Arizona war stark vom Maisanbau abhängig. Ausreichende Niederschläge hatten in den Jahren 700–900 und 1050–1130 einen sesshaften Lebensstil, kulturelle Entwicklung und ein starkes Bevölkerungswachstum erlaubt. Pueblos mit großen mehrstöckigen Gebäuden wurden errichtet, darunter die der Chaco-Canyon-Kultur und der Cliff palace im heutigen Mesa-Verde-Nationalpark, die auf Bewässerungsfeldbau angewiesen waren. Nach mittelalterlichen Dürreperioden Mitte des 12. Jahrhunderts und im späten 13. Jahrhundert wurden jedoch fast alle Siedlungen aufgegeben. Man fand archäologische Hinweise auf einen starken Anstieg von Kannibalismus in der Mitte des 12. Jahrhunderts.
In Mittelamerika waren Dürren vom 8. bis in das 11. Jahrhundert wahrscheinlich einer der Faktoren, die zum Ende der Maya-Zentren im zentralen Tiefland beitrugen. Zurückgehende Niederschlagsmengen in den Zentralanden führten ab etwa 1000 zum Ende der vorinkaischen Tiwanaku- und Wari-Kulturen im heutigen Bolivien und Peru; trotz ausgeklügelter Bewässerungssysteme gelang es wahrscheinlich nicht mehr, die Bevölkerung in dem kargen Altiplano zu ernähren. Ausschlaggebend für den Untergang des Tiwanaku-Staats war wohl, dass die Hochbeete der Tiwanakaner durch zurückweichen der Uferlinie des Titicacasees und der damit verbundenen Grundwasserabsenkung beeinträchtigt wurden. Archäologische Funde deuten auf einen zeitlich parallel verlaufenden Niedergang der Autoritäten.

### Grönland

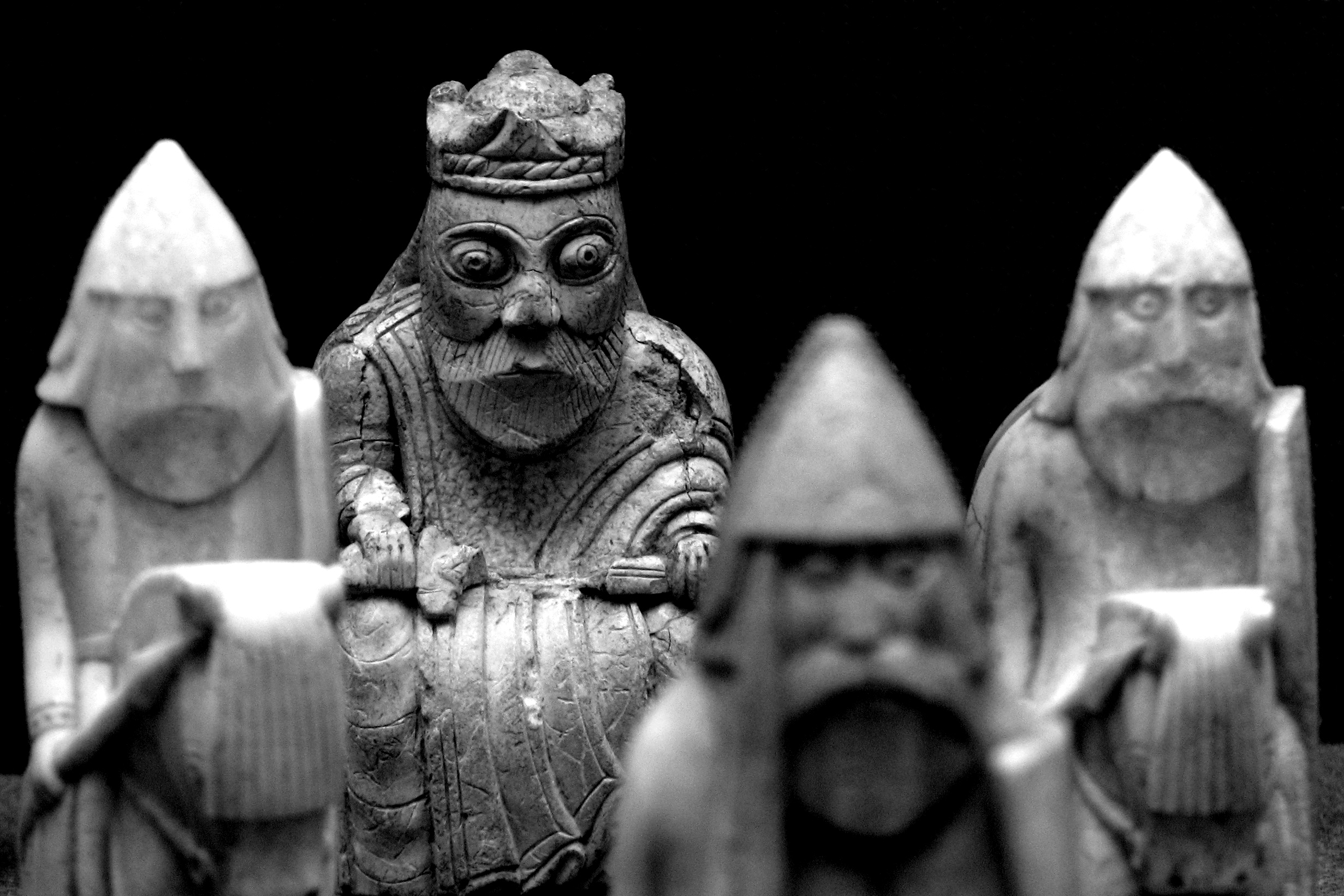
Aus Walrosszahn geschnitzte mittelalterliche Schachfiguren. Vermehrter Eisgang und die dadurch erschwerte Walrossjagd, aber auch Konkurrenz aus Afrika und Russland, könnte den Elfenbeinhandel und so die Grönlandsiedlung unlukrativ gemacht haben.

Inwieweit Klimaänderungen zum Ende der mittelalterlichen skandinavischen Grönlandsiedlung (Westsiedlung ca. 1350, Ostsiedlung im 15. Jahrhundert) beitrugen, ist nach wie vor nicht geklärt. Jüngere Arbeiten zu mittelalterlichen Klimaänderungen im Raum West- und Südgrönlands zeichnen ein komplexes Bild. Insgesamt deuten sie für den Zeitraum zwischen ca. 1140 und 1220 im Raum der Westsiedlung und der Walrossjagdgründe auf eine Periode kalten Klimas. Gebiets- und zeitweise kann es auch vorher, also schon während der Kernzeit der mittelalterlichen Klimaanomalie, kalte Zeitabschnitte gegeben haben. In der Baffin Bay und in der Diskobucht gab es schon für den Zeitraum 1000 bis 1250 durch niedrigere Sommertemperaturen verursachte Gletschervorstöße, die möglicherweise sogar an das spätere Ausmaß ab 1400 heranreichten. Analysen von Seesedimenten zeichnen ein teils widersprüchliches Bild: Eine Untersuchung von Sedimenten aus einem See nahe Kangerlussuaq deutet auf zunehmende Temperaturen zwischen 900 und 1150, dann – deutlich vor dem Ende der Siedlungen – eine rapide Abkühlung und anschließend wieder eine Erwärmung, die schon um 1300 wieder das Niveau von 900 erreichte und bis in das 17. Jahrhundert anhielt; eine Analyse anhand von Zuckmücken aus Seesedimenten nahe dem südlicher gelegenen Narsaq weist auf relativ hohe Temperaturen zwischen 900 und 1400 hin, mit gegen Ende dieses Zeitraums wechselhafter werdendem Klima.
Man hatte lange angenommen, dass die Wikinger hartnäckig an ihrer überkommenen Landwirtschaft festgehalten und durch Unflexibilität, auch gegenüber Klimaschwankungen, sowie durch Umweltzerstörung wesentlich ihren Niedergang mitverursacht hatten. Neuere Ausgrabungen seit Mitte der 2000er-Jahre weisen jedoch darauf hin, dass ab etwa 1300 das Meer als Nahrungsquelle die vorher bedeutsamere Feldwirtschaft und Viehhaltung überwog. Forscher deuten dies als Anpassung an gesunkene Wintertemperaturen.
Der Handel spielte wahrscheinlich eine entscheidende Rolle für die Grönlandsiedlung. Die Siedler mussten wichtige Güter wie das Eisen importieren. Der Export des begehrten Walrosselfenbeins, das sie auf regelmäßigen Jagdzügen zur Diskobucht erbeuteten, war ein wichtiger Wirtschaftsfaktor. Häufigere und intensivere Stürme, sinkende Temperaturen und besonders ein verstärkter Eisgang entlang der Westküste – nicht nur eine regionale Abkühlung, sondern auch erhöhte Eisdrift von der Grönlandsee und Dänemarkstraße mag hierfür ursächlich gewesen sein – könnten die Jagd und die Handelsbeziehungen wesentlich beeinträchtigt haben. Aber auch zunehmende Konkurrenz aus Russland (Walross) und Afrika (Elefanten), die auf den europäischen Markt drängte und zu sinkenden Elfenbeinpreisen führte, und eine im Zuge spätmittelalterlicher Krisen gesunkene Nachfrage nach Elfenbein könnte die wirtschaftliche Grundlage der Siedlung zunichtegemacht haben. Eine Konfrontation mit den Inuit gilt ebenfalls immer noch als ein möglicher Faktor.

## Kontroverse um den Vergleich mit der gegenwärtigen Erwärmung
Mittelalterliche Warmzeiten werden von Klimawandelleugnern bisweilen als vermeintlicher Beleg angeführt, dass es keinesfalls sicher sei, dass die gegenwärtige Erwärmung durch vom Menschen emittierte Treibhausgase verursacht wird. Da die Treibhausgaskonzentrationen im Mittelalter nicht höher waren als davor oder danach, können damals nur andere Ursachen für Wärmeperioden verantwortlich gewesen sein. Sie argumentieren, dass diese Ursachen allein die Erwärmung des 20. Jahrhunderts erklären könnten. Dabei lassen sie außen vor, dass mittelalterliche Wärmeperioden wahrscheinlich nur regionale Phänomene waren. Auch die gut bekannten wissenschaftlichen Begründungen, dass die damals wirksamen Faktoren die heutige Erwärmung nicht erklären können, bleiben in dieser Argumentation außen vor.
Dabei begehen sie einen logischen Fehlschluss, indem sie meinen, dass ein Faktor, der in der Vergangenheit für eine Veränderung allein verantwortlich gewesen war, es auch heute sein müsste. Ebenso, wie das Vorkommen natürlicher Waldbrände in der Vergangenheit nicht ausschließt, dass Waldbrände auch durch Brandstiftung ausgelöst werden können, sind natürliche mittelalterliche Wärmeperioden kein Beweis gegen eine anthropogene Erwärmung. In der Klimaforschung nimmt neben der – gegenwärtig durch den Menschen verursachten – Änderung der Treibhausgaskonzentrationen auch die Untersuchung anderer, in der Klimageschichte wirksamer Faktoren breiten Raum ein. Von allen bekannten Faktoren, die eine globale Klimaerwärmung verursachen können, hat sich im 20. Jahrhundert lediglich die Konzentration der Treibhausgase so stark verändert, dass damit die beobachtete Erwärmung im Wesentlichen erklärt werden kann.
Gelegentlich wird, auch unter eurozentrischem Rückgriff auf eine mittelalterliche Warmzeit, behauptet, dass Warmphasen generell günstige Zeiten seien. Als die Diskussion um die mittelalterliche Warmzeit Mitte der 1960er-Jahre begann, war dies eine Phase der globalen Abkühlung, die sich bis Mitte der 1970er-Jahre erstreckte. Eine damalige Erwärmung auf das Niveau der mittelalterlichen Warmzeit wäre in dieser Zeit wohl tatsächlich in einigen Regionen vorteilhaft gewesen. Vieles deutet jedoch darauf hin, dass es gegen Ende des 20. Jahrhunderts auch in Europa bereits wärmer als während der mittelalterlichen Warmzeit war. Klimahistoriker weisen darauf hin, dass krisenhafte Folgen vergangener Klimaschwankungen, wie die mittelalterlicher Klimaanomalien, vielmehr als Parabeln für die Gefahren der globalen Erwärmung dienen können oder dass es die Änderungsraten und Variabilität der letzten Millenien sind, die zum Klimaschutz mahnen.
Sollten massive Reduktionen der Treibhausgasemissionen unterbleiben, wären die am Ende des 21. Jahrhunderts mit hoher Wahrscheinlichkeit erwarteten globalen Durchschnittstemperaturen aber höher, als sie während der letzten mehreren hunderttausend Jahre global waren und womöglich sogar höher als sie je waren, seit es Homo sapiens gibt. Die am Ende der letzten Eiszeit beobachtete schnelle globale Erwärmung war eine Erwärmung um etwa ein Grad Celsius pro 1000 Jahre. Selbst wenn das Zwei-Grad-Ziel erreicht würde (was für wenig wahrscheinlich gehalten wird), liefe die bis zum Ende des 21. Jahrhunderts erwartete globale Erwärmung noch eine Größenordnung schneller ab.
Die Diskussion um Ausmaß und Folgen der laufenden und der wahrscheinlich zu erwartenden menschengemachten globalen Erwärmung bezieht sich somit sowohl was Geschwindigkeit wie auch was Ausmaß der Erwärmung betrifft auf einen historisch einzigartigen Vorgang, für den Erfahrungswerte weitgehend fehlen und für den – wie durch eine Vielzahl von Klimaproxys belegt wird – auch aus geologischer und paläoklimatologischer Sicht keine Entsprechung bekannt ist.